# Mr. Freeze Reverse Blast
Mr. Freeze Reverse Blast (hasta 2011 llamada Mr. Freeze) es una montaña rusa de acero de tipo hypercoaster, localizada en Six Flags Over Texas y Six Flags, Eureka (Misuri) inspirada en la película Batman y Robin secuela de la película de Batman: Batman Forever. La atracción está basada en el cuartel de operaciones de Mr. Freeze. La atracción fue abierta en 1998.
El modelo de Six Flags St. Louis es el modelo espejo de la de Six Flags Over Texas y viceversa. En ambas se cambiaron los asientos en 2012 para hacer el recorrido de espaldas.

## Historia
Mr. Freeze fue inaugurada en 1998 tras el estreno de la película Batman y Robin, se tenía planeado que George Clooney y Arnold Schwarzenegger abrieran la atracción en Six Flags Over Texas, pero ni Clooney ni Arnold se presentaron en la inauguración, ya que tenían un compromiso importante.

## Sistema operativo

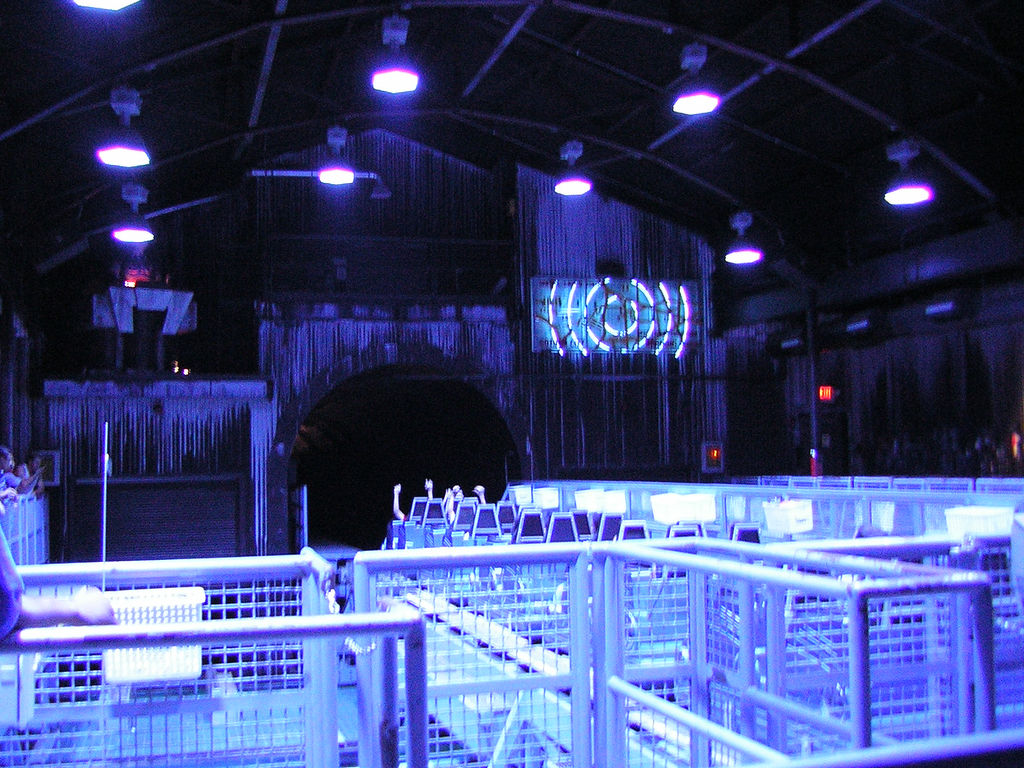
Interior de la montaña.

A diferencia de la mayoría de las montañas rusas, Mr. Freeze es capaz de operar simultáneamente dos trenes de cinco carritos (20 pasajeros en total) a causa de una innovadora plataforma deslizante en la estación.  También hay un vagón de descarga en el lado derecho del sistema operativo de la montaña. Cuando termina el recorrido, el tren se desliza hacia el lado izquierdo de la habitación, cuándo las personas hayan abordado el tren este se desliza a la derecha para volver a realizar su recorrido. Estos trenes son lanzados por 116 motores de inducción lineal que ayudan a los trenes a alcanzar una velocidad máxima de 70 mph (110 km/h) en 3,8 segundos